# Liste von Sakralbauten in Marsberg

Marsberg im Hochsauerlandkreis

Die Liste von Sakralbauten in Marsberg umfasst existierende und ehemalige Sakralbauten, zumeist Kirchengebäude und Kapellen in Trägerschaft christlicher und anderer Religionsgemeinschaften in Marsberg, Hochsauerlandkreis.

## Liste
| Name                                   | Bild | Stadt/Gemeinde und Ortsteil             | Gründung, Bauzeit      | Konfession bzw. Religion                           | Bemerkungen                      |
| -------------------------------------- | ---- | --------------------------------------- | ---------------------- | -------------------------------------------------- | -------------------------------- |
| St. Markus                             |      | Marsberg-Beringhausen                   | 1886–1887              | römisch-katholisch                                 |                                  |
| Kloster Bredelar                       |      | Marsberg-Bredelar                       |                        |                                                    | nicht mehr als Sakralbau genutzt |
| LWL-Klinikkirche Marsberg              |      | Marsberg-Niedermarsberg, Weist 45       |                        | evangelische und römisch-katholische Gottesdienste |                                  |
| Emmauskirche                           |      | Marsberg-Niedermarsberg, Jittenberg 5   | 1864 erbaut            | evangelisch                                        |                                  |
| Christuskirche                         |      | Marsberg-Bredelar, Paul-Gerhardt-Straße | 1901 erbaut            | evangelisch                                        |                                  |
| St. Nikolaus                           |      | Marsberg-Obermarsberg                   |                        |                                                    |                                  |
| St. Petrus und Paulus                  |      | Marsberg-Obermarsberg                   |                        |                                                    | ehemalige Stiftskirche           |
| St. Maria von der Immerwährenden Hilfe |      | Marsberg-Helminghausen                  |                        | römisch-katholisch                                 |                                  |
| Kluskapelle                            |      | Marsberg-Giershagen                     | Mitte 12. Jahrhundert  | römisch-katholisch                                 |                                  |
| St. Fabian und Sebastian               |      | Marsberg-Giershagen                     | 1901–1902              | römisch-katholisch                                 |                                  |
| St. Peter                              |      | Marsberg-Padberg                        | 1057 – 14. Jahrhundert |                                                    |                                  |